# Italienische Konzentrationslager
Italienische Konzentrationslager wurden vom faschistischen Italien in Kolonien und besetzten Gebieten Afrikas und Europas sowie auf dem italienischen Festland errichtet.
Die Konzentrationslager in der nordafrikanischen Cyrenaika von 1930 bis 1934 wurden während des Zweiten Italienisch-Libyschen Krieges betrieben und waren Teil des faschistischen Genozids an der cyrenäischen Bevölkerung, bei welchem ein Viertel bis ein Drittel der Einwohner infolge von Todesmärschen und Lagerhaft umkam. Sie waren die ersten faschistischen Konzentrationslager der Geschichte und werden von Historikern auch als Todes- bzw. Vernichtungslager klassifiziert. Die Konzentrationslager in Italienisch-Ostafrika von 1935 bis 1941 wurden infolge des italienischen Angriffskriegs gegen das Kaiserreich Abessinien als Straflager für politische Gefangene errichtet. Von den insgesamt 10.000 Häftlingen, die in den Konzentrationslagern Danane und Nocra interniert wurden, überlebten 3.300 die Haftbedingungen nicht.
Weitere Konzentrationslager entstanden nach Italiens Eintritt in den Zweiten Weltkrieg auf dem italienischen Festland (1940–1943), der Kolonie Italienisch-Libyen (1942–1943) sowie den besetzten Gebieten Jugoslawiens, Albaniens und Griechenlands (1940–1943). Die dritte Welle von KZ-Gründungen erfolgte ab September 1943 im deutschen Satellitenstaat Italienische Sozialrepublik.

## Lager in Afrika

### Konzentrationslager in der Cyrenaika (1930–1934)
Im Frühjahr 1930 gelangten der italienische Kolonialminister Emilio De Bono und der Generalgouverneur für Libyen Pietro Badoglio zu der Einsicht, dass man die aufständischen Beduinen, die um ihre traditionelle Lebensgrundlage als Halbnomaden kämpften, nur durch eine weitere Eskalation der Gewalt befrieden könnte. Die Abriegelung der Grenze zu Ägypten durch einen Zaun (faschistischer Limes) sollte den Kämpfern und Zivilisten die Versorgungs- und Rückzugsmöglichkeit entziehen, Giftgasbombardements und die Deportation der Bevölkerung in Konzentrationslager wurde angeregt.
Badoglio machte mit General Rodolfo Graziani die Nichtkombattanten zu den Hauptleidtragenden der Kriegführung. Am 25. Juni 1930 ordnete er die Zwangsumsiedlung und Internierung von 100.000 Menschen in Konzentrationslager an. Unter der sengenden Sommersonne starben etwa 10.000 Menschen an den Strapazen der Märsche. Gewalt, Hunger und Seuchen machten die Lager zu eigentlichen Todeslagern mit nach Mattioli glaubwürdigen Schätzungen von 40.000 Toten. Angelo Del Boca nennt 40.000 Opfer aus Deportation und Lagerhaft. Beide gehen davon aus, dass etwa ein Viertel der Bevölkerung der Cyrenaika durch Deportation und Haft umkamen. Dieses Massensterben kam dem Endziel des faschistischen Kolonisationsprozesses, neuen „Lebensraum“ (spazio vitale) zu gewinnen, entgegen.
Die Bewachungsmannschaften der Lager bestanden aus Esercito, Carabinieri, eritreischen Askari und einheimischen Kolonialpolizisten.
Der Anführer der Aufständischen, al-Muchtar, wurde 1931 gefangen genommen, zum Tode verurteilt und im Konzentrationslager Soluch vor 20.000 Libyern erhängt.
Laut dem Schweizer Historiker Aram Mattioli (2004) könne man die italienischen Konzentrationslager in der Cyrenaika von 1930 bis 1933 zwar nicht mit den nationalsozialistischen „Vernichtungsfabriken“ während des Zweiten Weltkrieges vergleichen, allerdings hätten sie als „eigentliche Todeslager“ dem Genozid an der autochthonen Bevölkerung gedient, um Platz für italienische Siedlerfamilien zu schaffen. „Italien war das erste faschistische Regime, das ganze Volksgruppen deportierte und in Todeslagern zugrunde gehen ließ“, so Mattioli in einem Artikel für Die Zeit im Jahr 2003. Der italienische Historiker Angelo Del Boca (2004) und der US-amerikanisch-libysche Historiker Ali Abdullatif Ahmida (2009) bezeichnen die KZs in der Cyrenaika als „Vernichtungslager“. Der libysche Historiker Abdulhakim Nagiah (1995) spricht ebenfalls von den „ersten faschistischen Konzentrationslagern in der Geschichte“ und von einem Genozid, bei dem in Cyrenaika zwischen 1923 und 1931 schätzungsweise ein Drittel der Gesamtbevölkerung umgekommen sei.
| Lager                | Ort              | von            | bis            | geschätzte Häftlingszahl |
| -------------------- | ---------------- | -------------- | -------------- | ------------------------ |
| Agedabia             | Adschdabiya      | März 1930      | September 1933 | 9.000                    |
| Ain Gazala           | Gazala           | 1930           | 1933           | 2.130                    |
| Apollonia            | Marsa Susah      | 1930           | 1933           | 3.140                    |
| Barce                | al-Mardsch       | 1930           | 1933           | 2.190                    |
| Bescer               | Bishr            | 1930           | 1933           | ?                        |
| Carcura              | Carcura Baiadi   | 1930           | 1933           | ?                        |
| Coefia               | Kuwayfiyah       | 1930           | 1933           | 365                      |
| Derna                | Darnis           | 1930           | 1933           | 725                      |
| Driana               | Daryanah         | 1930           | 1933           | 1.375                    |
| el Nufilia           | an-Nawfalīyah    | 1930           | 1933           | 1.125                    |
| el-Abiar             | al-Abyār         | 1931           | Oktober 1933   | 8.000                    |
| el-Agheila           | al-Agheila       | Januar 1930    | Oktober 1932   | 34.500                   |
| Guarscia             | Bengasi          | 1930           | 1933           | 360                      |
| Marsa al Brega       | al-Burayqa       | März 1931      | Juni 1933      | 20.072                   |
| Sidi Ahmed el-Magrun | al-Maqrun        | September 1930 | Oktober 1933   | 13.050                   |
| Sidi Chalifa         | Sid Khalifah     | 1930           | 1933           | 650                      |
| Soluch               | Sulūq            | Oktober 1930   | Mai 1933       | 20.123                   |
| Suani el-Achuan      | Sawānī al Ikhwān | Januar 1932    | Oktober 1933   | 2.300                    |
| Suani el-Terria      | Sawani Tik       | 1930           | 1933           | 500                      |

Bilder der Konzentrationslager in der Cyrenaika
Lagekarte der 16 Konzentrationslager der Cyrenaika
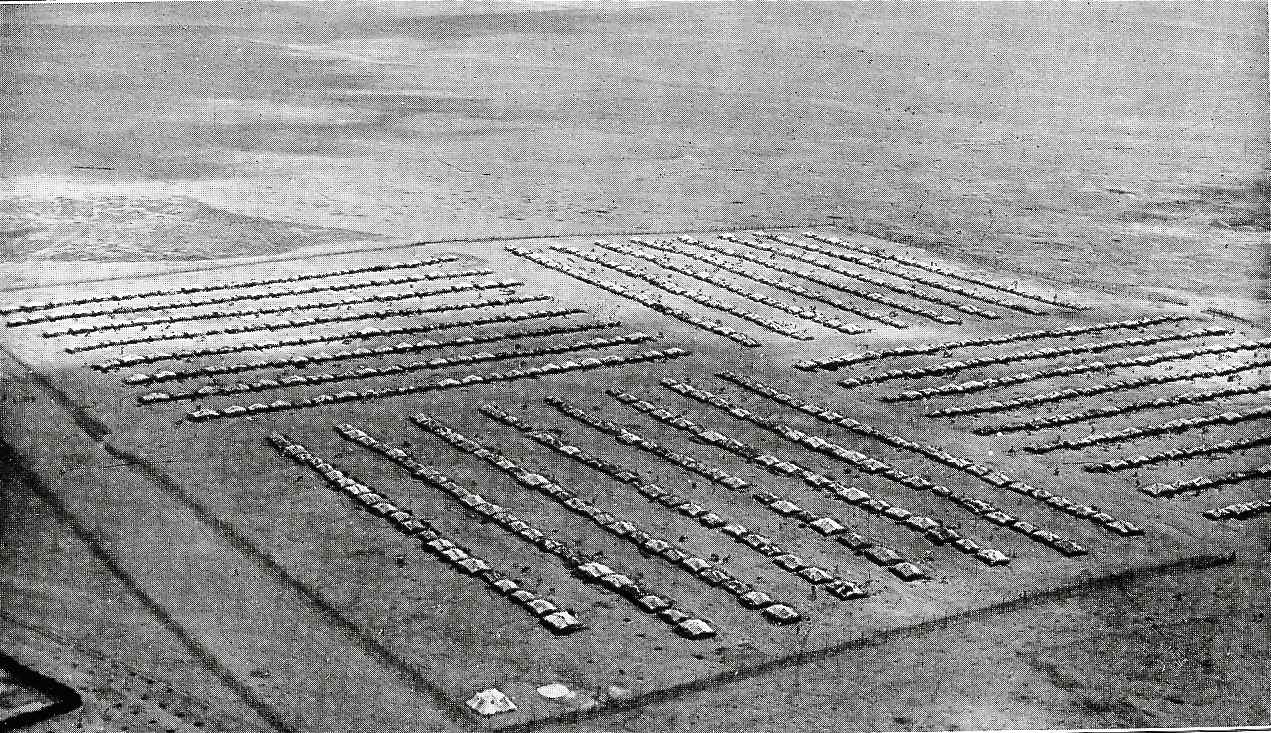
Luftansicht auf das KZ al-Abiar, mit 1931 ca. 3.123 Häftlingen
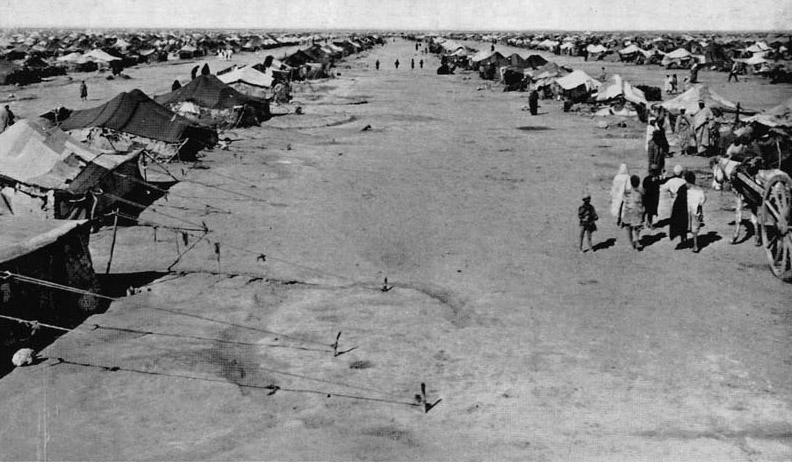
Eine Route im inneren des KZ Soluch, mit 1931 ca. 20.123 Häftlingen
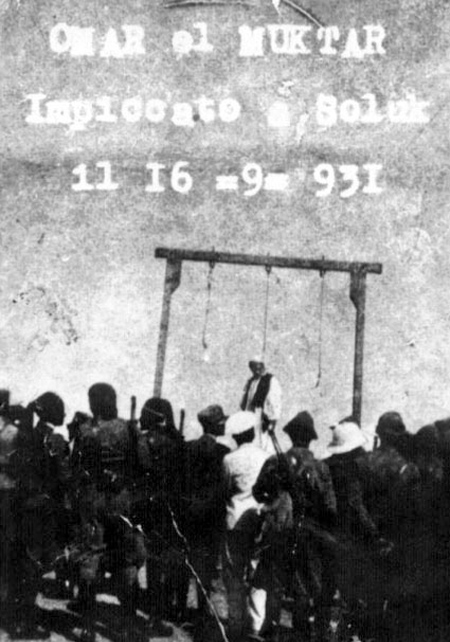
Hinrichtung Omar Mukhtars im KZ Soluch (1931)
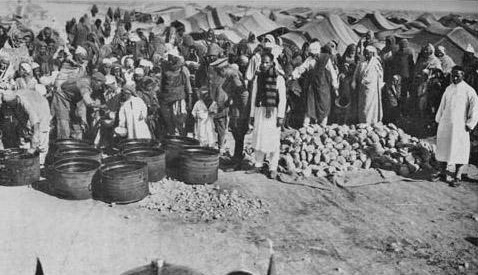
Essensrationen im KZ Sidi Ahmed el-Magrun, mit 1931 ca. 13.050 Häftlingen

### Konzentrationslager in Ostafrika (1935–1941)
Infolge des italienischen Überfalls auf das Kaiserreich Abessinien 1935 wurde dieses in die neugebildete Kolonie Italienisch-Ostafrika eingegliedert. Das Gebiet sollte durch eine Strategie des Massenterrors befriedet werden. Anders als an anderen Gewaltschauplätzen waren Konzentrationslager aber nicht die zentrale Institution der Verfolgung. Angehörige des Widerstandes wurden nach der Gefangennahme exekutiert und nur ein paar Hundert Mitglieder der Aristokratie erhielten eine Chance zum Überleben in Gefängnissen. Jedoch kam der italienische Unterdrückungsapparat auch in Ostafrika nicht ganz ohne Konzentrationslager aus. In Eritrea und Somalia entstand je ein Straflager für politische Gefangene.
Das KZ Danane entstand im Herbst 1935 als mitten in der Wüste gelegenes Zeltlager, 40 Kilometer von der somalischen Hauptstadt Mogadischu entfernt. Die Insassen wurden vom faschistischen Vizekönig Italienisch-Ostafrikas, Rodolfo Graziani, als „Elemente bescheidener, aber trotzdem schädlicher Bedeutung“ eingeschätzt. Dabei handelte es sich um abessinische Adelige und Staatsbeamte mittleren Ranges, um Offiziere der kaiserlichen Armee von niederem Rang, um Mönche und einige wenige „Patrioten“, die von der italienischen Besatzungsmacht entgegen der Gewohnheit nicht exekutiert wurden. Unter den Gefangenen waren auch Frauen und Kinder. Viele Häftlinge des KZ Danane wurden infolge des gescheiterten Attentats auf Vizekönig Graziani interniert. Im KZ Nocra waren die Lebensbedingungen noch unerträglicher. Es befand sich auf einer unwirtlichen Insel beim eritreischen Massaua – einer der extremsten Klimazonen der Welt, mit Temperaturen bis zu 50 Grad Celsius bei hoher Luftfeuchtigkeit. Dabei wurden die Gefangenen zur Arbeit in Steinbrüchen gezwungen, viele starben an den Folgen von Malaria und Ruhr, schlechter Ernährung und Isolation. Wie im KZ Danane waren auch im KZ Nocra Frauen und Kinder unter den Häftlingen. Insgesamt wurden zwischen 1935 und 1941 rund 10.000 Gefangene in beiden Lagern interniert, von denen 3.300 die durch Klima und miserable Haftbedingungen verursachten Strapazen nicht überlebten.
Der italienische Historiker Angelo Del Boca (2004) klassifiziert die Lager in Italienisch-Ostafrika ebenso wie jene, die von 1930 bis 1933 in der Cyrenaika betrieben wurden, als „Vernichtungslager“. Aram Mattioli spricht im Zusammenhang mit dem KZ Danane von einem „Todeslager“. Auch die Historikerin Mariana de Carlo (2013) hält in ihrer Studie zum KZ Danane fest, dass man aufgrund der außerordentlich hohen Todesrate Danane „eher als Todes- denn als Internierungsinstrument“ betrachten könne.

### Konzentrationslager in Italienisch-Libyen (1942–1943)
- KZ Giado

## Lager in Europa

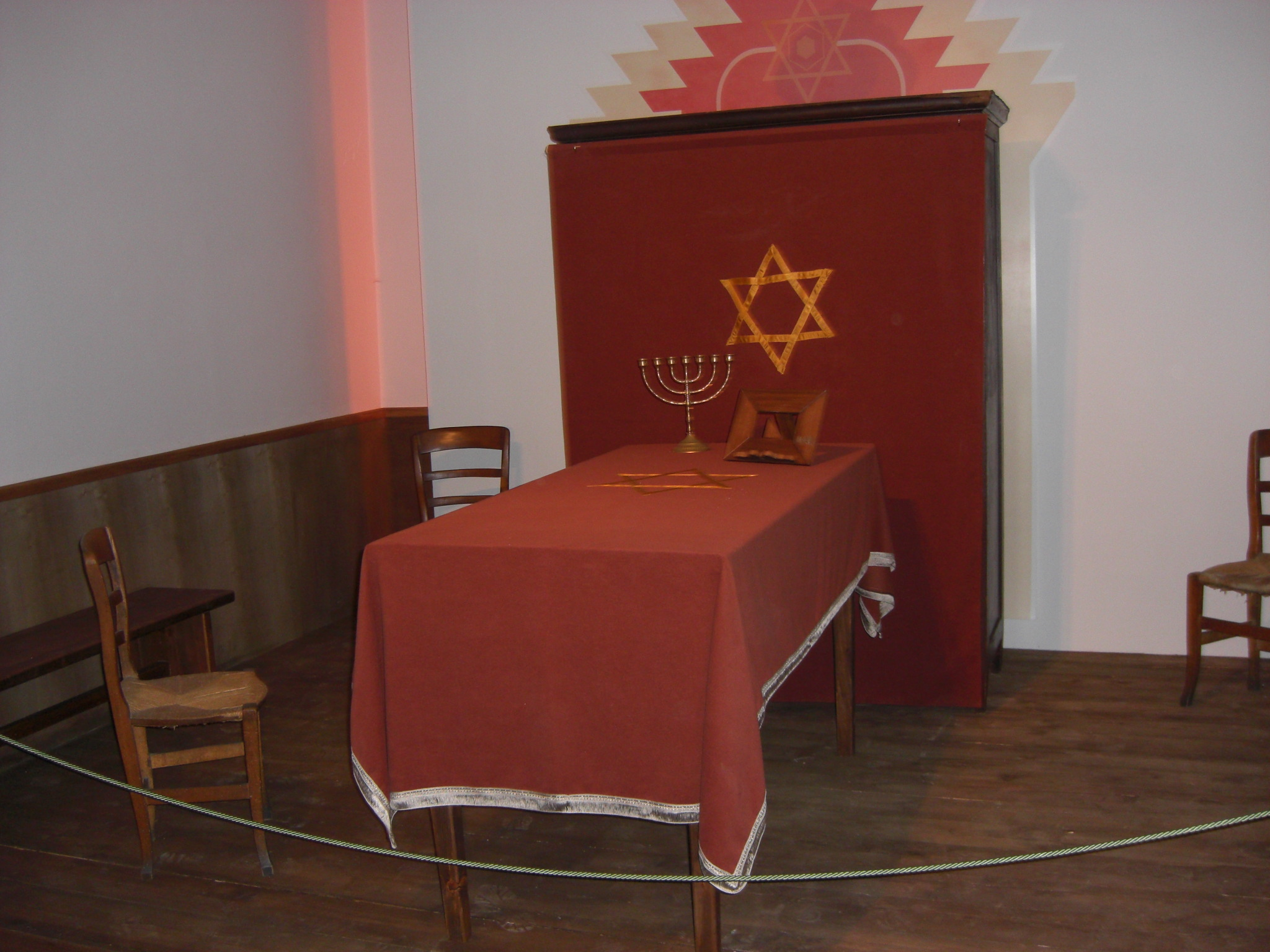
Internierungslager Campagna

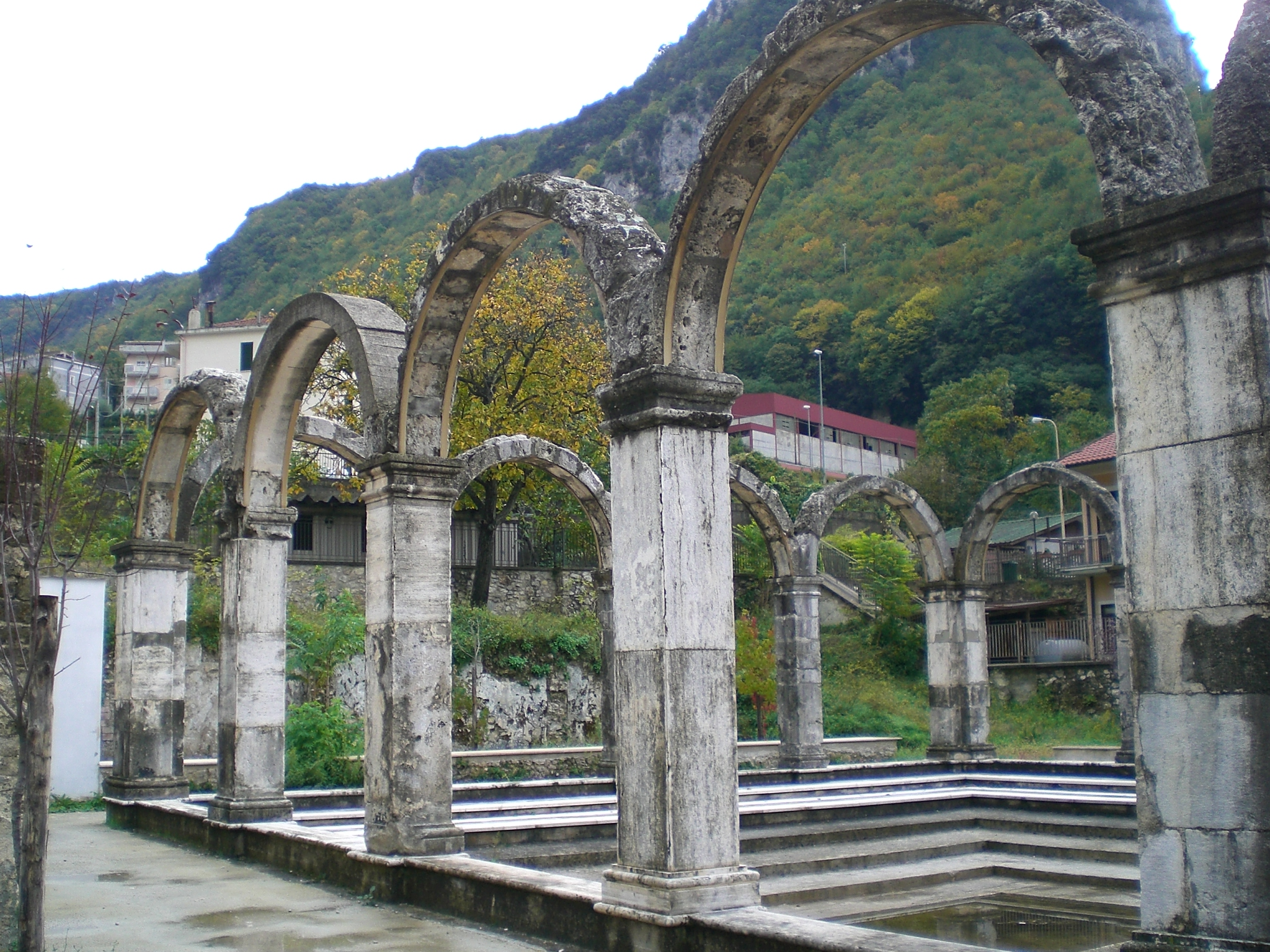
Caserma Concezione

### Konzentrationslager des Innenministeriums (1940–1943)
1939 errichtete Italien das erste und neue Konzentrationslager in Pisticci, das als Modell für weitere konzipiert war. Gefährliche Oppositionelle sollten erstmals nicht mehr in der politischen Verbannung, sondern im Landesinnern durch Arbeit umerzogen werden. Durch den Zweiten Weltkrieg wurden keine Pläne für weitere Lager dieses Typs mehr realisiert.
Zwischen 1940 und 1943 wurden mehr als 50 Lager vom Innenministerium verwaltet, in denen hauptsächlich feindliche Ausländer interniert wurden, wie es international im Kriegsfall üblich war. Grundlage dafür war das italienische Kriegsgesetz vom Juli 1938. Allerdings blieben ausländische Angehörige von Feindstaaten, für die die Konzentrationslager vornehmlich vorgesehen waren, in der Minderheit, da mögliche Racheakte an italienischen Zivilisten im Ausland befürchtet wurden. In Italien wohnhafte Juden, seit 1938 nach den italienischen Rassengesetzen diskriminiert, wurden ebenfalls in Konzentrationslagern interniert. Mit Rundschreiben des Innenministeriums vom 15. Juni 1940 sollten auch Juden, die aus verbündeten Staaten nach Italien geflohen waren, inhaftiert werden, da sie vom Hass erfüllt zu jeder schädlichen Handlung fähig wären. Bis zum Waffenstillstand von Cassibile im September 1943 lebten die Juden unter den Härten der Internierung und der Rassengesetze im italienischen Machtbereich besser als Juden irgendwo im NS-Machtbereich. Zu den Verfolgten und Internierten gehörten auch die italienischen Roma und Sinti.
Die meisten Lager waren klein und provisorisch und in baufälligen Gebäuden untergebracht, da Italien nur mit einem kurzen Krieg rechnete. Obwohl das Leben der Internierten von Hunger, Schmutz, Langeweile, illegaler schwerer Freiheitsberaubung und Entwürdigung geprägt war, sind diese italienischen Lager mit deutschen KZs nicht vergleichbar. Die Lagerverwaltungen folgten den Bestimmungen der Genfer Konvention von 1929 und ermöglichten Besuche des Roten Kreuzes.
Die größten und bekanntesten Lager waren:
- Pisticci, ursprünglich Modell-Lager für Oppositionelle, in dem später im Zuge der Repression im italienisch besetzten Teil Jugoslawiens auch jugoslawische Zivilisten interniert wurden.
- Ferramonti di Tarsia, wo hauptsächlich ausländische Juden interniert wurden.
- Fraschette d’Alatri, ein Kriegsgefangenenlager, das ab Ende 1942 zur Internierung von Ausländern und jugoslawischen Zivilisten umgewidmet wurde.

### Konzentrationslager des Militärs für Jugoslawen (1941–1943)
Während bei in den Lagern des italienischen Innenministeriums eine Gleichsetzung der Verhältnisse mit jenen in deutschen Konzentrationslagern nicht im mindesten möglich ist, gestaltete sich Verwaltung in Lagern des Militärs ganz anders. Hier stammten die Internierten aus den Gebieten des ehemaligen und nun von der italienischen Armee besetzten Jugoslawiens. Die slawischen Häftlinge wurden dabei als Geiseln zur Unterdrückung des Partisanen-Widerstands verwendet. Die Lebensbedingungen in diesen teilweise sehr großen Konzentrationslagern waren folglich überaus hart und die Sterberaten sehr hoch. Das größte Lager war dabei das 1942 als Zeltstadt auf einer Insel gegründete KZ Rab, in dem sich bis zu 11.000 slowenische Häftlinge aufhielten. Eingesperrt in einem von Stacheldrahtzaun und Wachtürmen umgebenen Gebiet, wurden die Insassen von 2000 italienischen Soldaten beaufsichtigt. Die Sterberate unter den internierten Slawen des KZ Rab entsprach mindestens 19 Prozent, womit es bereits jene übertraf, die im nationalsozialistischen KZ Buchenwald registriert wurde.
Nach der teilweisen Besetzung und Annexion Jugoslawiens durch Italien im Jahr 1941 wurde zur Repression gegen die jugoslawische Untergrundbewegung die gleiche Strategie der verbrannten Erde, der ethnischen Säuberungen, der Geiselnahme und der italienischen Kolonisation angewendet wie zuvor in Afrika. Geschätzte 100.000 bis 150.000 Jugoslawen wurden in einer unbekannten Zahl von Konzentrationslagern (campi per slavi) interniert und wegen der zunehmenden Überfüllung in umgewandelte Kasernen, Kriegsgefangenenlager (campi per ex-jugoslavi) und Konzentrationslager des Innenministeriums auf italienischem Territorium deportiert.
Die Häftlinge wurden unterschieden nach Schutzhaft (protettivi) und Vorbeugehaft (repressivi). Durch die Schutzhaft sollten Zivilisten vor der Rekrutierung oder im Falle von Kollaboration vor der Bestrafung durch die Partisanen geschützt werden. In Vorbeugehaft wurden potentiell als gefährlich eingestufte Menschen genommen. Dazu gehörten ehemalige Kriegsgefangene, die zur Umgehung der Genfer Konvention entlassen und dann wieder inhaftiert worden waren, ehemalige Beamte, Lehrer, Studenten, Intellektuelle, Arbeitslose, Verwandte von Partisanen und Geiseln.
Auch in Albanien, Griechenland und Frankreich wurden italienische Konzentrationslager zur Repression eingerichtet.

Bilder des Konzentrationslagers Rab
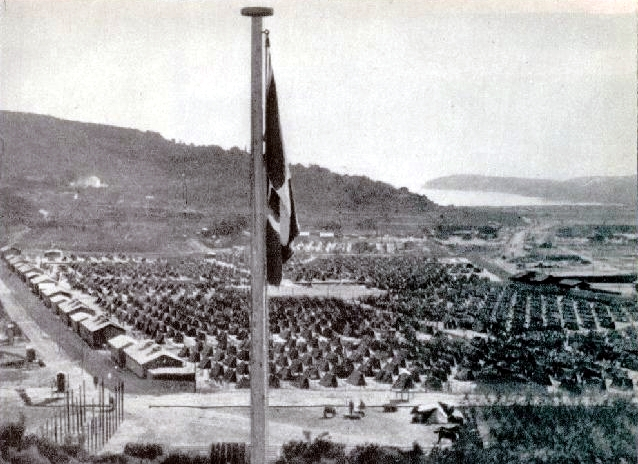
Außenansicht (1942)
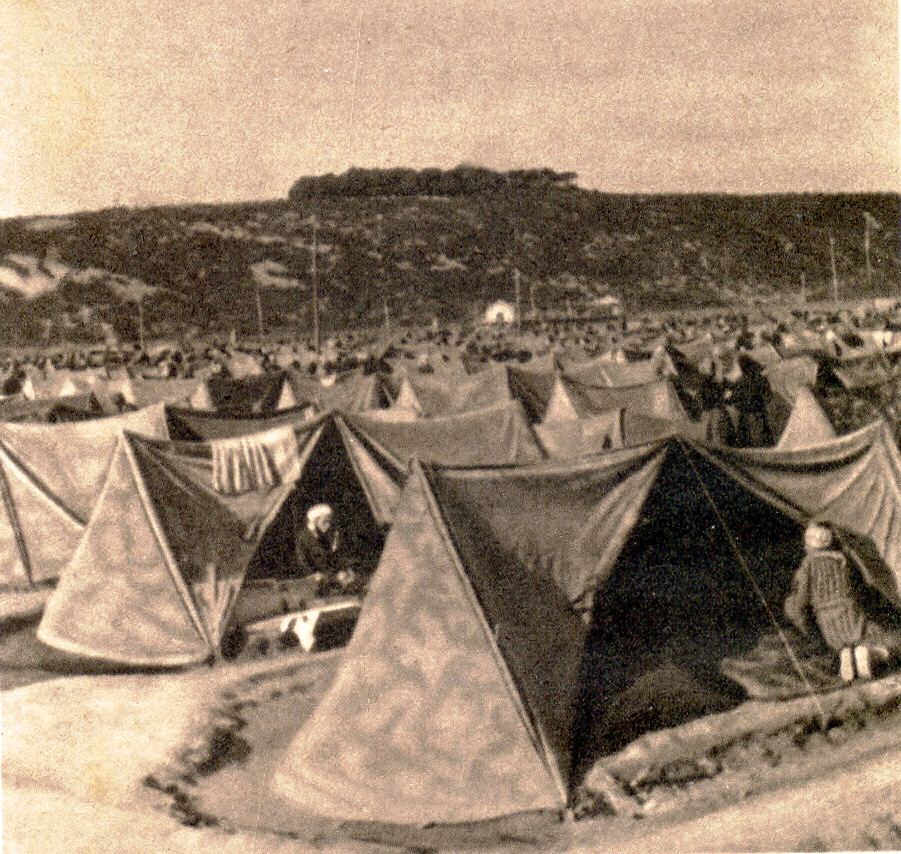
Innenansicht im Zeltlager
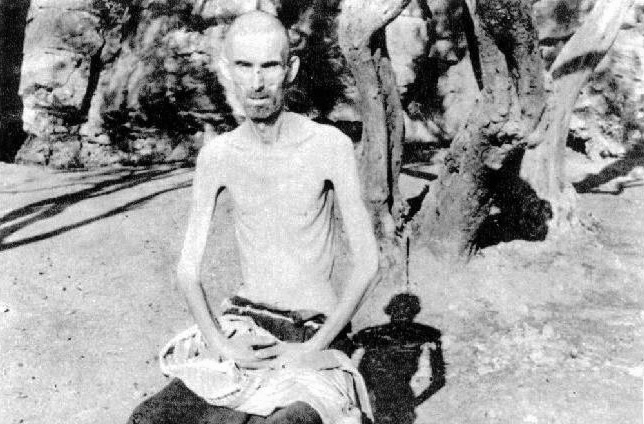
Abgemagerter slowenischer Häftling (1943)
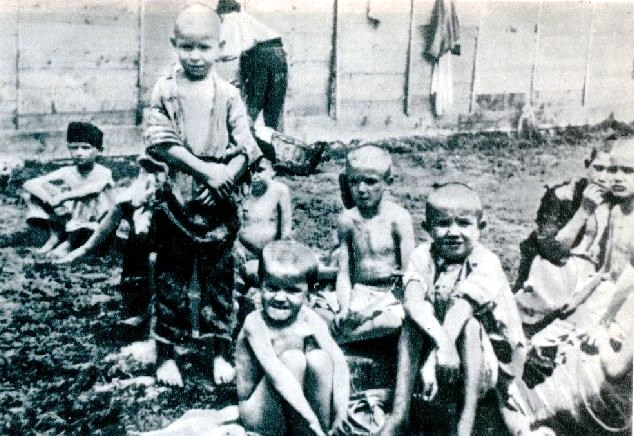
Slowenische Kinder-Häftlinge (1943)
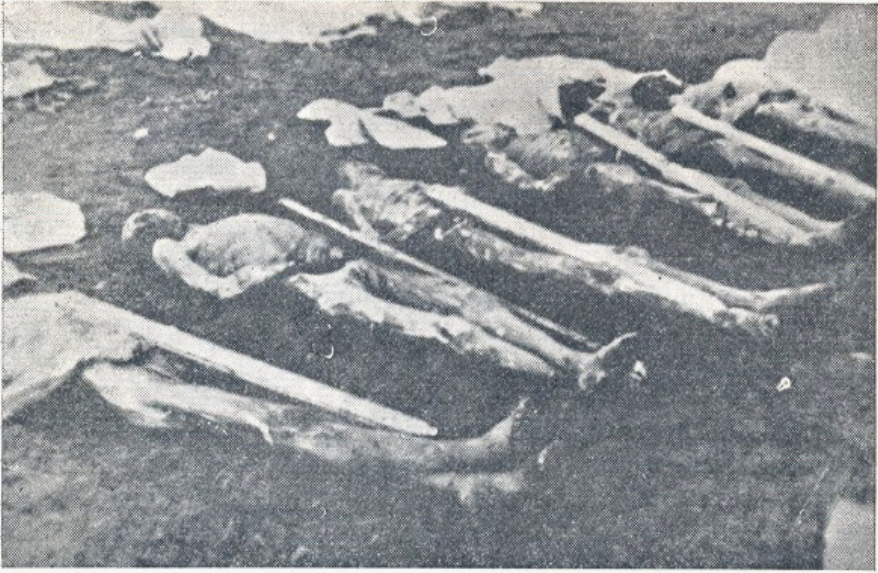
Exhumierte Opfer

### Zeit nach dem Waffenstillstand 1943
Nach dem Sturz Mussolinis und der Verkündung des Waffenstillstands von Cassibile besetzte die Wehrmacht (Fall Achse) im Herbst 1943 Italien und die Italienische Sozialrepublik wurde errichtet. Das italienische Wachpersonal und die Internierten flohen aus den Lagern, die von den in Süditalien gelandeten Alliierten teilweise in Lager für Displaced Persons umgewandelt und andere von den Deutschen als Konzentrationslager wiederverwendet wurden.

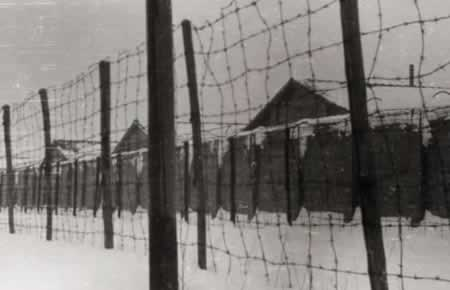
Konzentrationslager Fossoli, 1944

In der Charta von Verona wurden alle italienischen Juden zu feindlichen Ausländern erklärt. Am 30. November 1943 wurde durch den Innenminister Guido Buffarini-Guidi ihre Verhaftung und Einlieferung in italienische Konzentrationslager angeordnet. Bis zur Errichtung eines zentralen Lagers wurden die verhafteten Juden in sogenannte Provinzkonzentrationslager (campi di concentramento provinciali) eingeliefert. Die Lebensbedingungen in diesen kleinen Lagern waren viel härter als früher und es herrschte ein kaum erträglicher psychischer Druck, weil die Insassen nunmehr im Machtbereich der deutschen Polizei mit Deportationen zu rechnen hatten.
Friedrich Boßhammer organisierte beim BdS Italien in Verona die Endlösung der Judenfrage. Deutsche Durchgangs- und Sammellager für die Deportationen in Italien waren Polizeihaftlager Borgo San Dalmazzo, Durchgangslager Fossoli, Risiera di San Sabba und das von der SS geführte Durchgangslager Bozen. Über 9.000 Juden wurden zwischen Oktober 1943 und Dezember 1944 verschleppt, zum allergrößten Teil nach Auschwitz.

### Lagerübersicht
| KZ-Name                       | Ort                            | Land         | gegründet         | aufgelöst                 | Geschätzte Inhaftiertenzahl | Geschätzte Todeszahl |
| ----------------------------- | ------------------------------ | ------------ | ----------------- | ------------------------- | --------------------------- | -------------------- |
| Agnone (Molise)               | Agnone                         |              | Juni 1940         | 8. September 1943         |                             |                      |
| Alberobello                   | Alberobello                    |              | Juni 1940         | 8. September 1943         |                             |                      |
| Ariano Irpino                 | Ariano Irpino                  |              | Juni 1940         | 8. September 1943         |                             |                      |
| Bagno a Ripoli                | Bagno a Ripoli                 |              | Juni 1940         | 1943                      |                             |                      |
| Baranello                     | Campobasso                     |              |                   |                           |                             |                      |
| Berat                         | Berat                          | Albanien     | 1. Mai 1942       | 8. September 1943         |                             |                      |
| Bojano                        | Bojano                         |              | Juni 1940         | August 1941               |                             |                      |
| Durchgangslager Bozen         | Bozen                          |              | Juli 1944         | 29. April und 3. Mai 1945 | 11.000                      |                      |
| Buccari                       | Bakar (Buccari)                | Kroatien     | 31. Dezember 1942 | 1. Juli 1943              | 893                         |                      |
| Cairo Montenotte              | Cairo Montenotte               |              | 1942              | 1943                      |                             |                      |
| Campagna (Kampanien)          | Campagna bei Salerno           |              | 15. Juni 1940     | 19. September 1943        |                             |                      |
| Casacalenda                   | Casacalenda                    |              | Juni 1940         | 8. September 1943         | nur Frauen                  |                      |
| Caserma Diaz                  | Rijeka (Fiume)                 |              |                   |                           |                             | 33                   |
| Casoli                        | Casoli bei Chieti              |              | Juni 1940         |                           |                             |                      |
| Castel di Guido               | Castel di Guido bei Fiumicino  |              | 1941              | Herbst 1943               |                             |                      |
| Chieti                        | Chieti                         |              | Juni 1940         | 10. November 1940         |                             |                      |
| Chiesanuova                   | Padua                          |              | Jun 1942          | Sep 1943                  |                             |                      |
| Cighino                       | Čiginj, Ortsteil von Tolmin    | Slowenien    | 7. März 1942      | 30. März 1942             | 1000                        |                      |
| Città Sant’Angelo             | Città Sant’Angelo              |              | Juni 1940         | September 1943            |                             |                      |
| Civitella del Tronto          | Civitella del Tronto           |              | Juni 1940         | 1943 (-1944)              |                             |                      |
| Civitella in Val di Chiana    | Civitella in Val di Chiana     |              | Juni 1940         | 1943 (-1944)              |                             |                      |
| Colfiorito bei Foligno        | Colfiorito                     |              | Juni 1940         |                           |                             |                      |
| Corropoli                     | Corropoli                      |              | Februar 1941      | September 1943            |                             |                      |
| Cremona                       |                                |              |                   |                           |                             |                      |
| Fabriano                      | Fabriano bei Ancona            |              | Juni 1940         | 1943 (-1944)              |                             |                      |
| Ferramonti di Tarsia          | Cosenza                        |              | Sommer 1940       | 4. September 1943         | 3800                        |                      |
| Finale Emilia                 | Modena                         |              |                   |                           |                             |                      |
| Fraschette d'Alatri           | Alatri                         |              | 1942              | 1944                      |                             |                      |
| Gioia del Colle               | Gioia del Colle                |              | Juni 1940         | Juni 1941                 |                             |                      |
| Gonars                        | Palmanova                      |              | März 1942         | 8. September 1943         | 7000                        | 453; >500            |
| Isernia                       | Isernia                        |              | Juni 1940         |                           |                             |                      |
| Isola del Gran Sasso d’Italia | Isola del Gran Sasso d’Italia  |              | Juni 1940         | Herbst 1943 (?)           |                             |                      |
| Istonio Marina                | Vasto                          |              | Juni 1940         | nach September 1943       |                             |                      |
| Kraljevica (Porto Re)         | Kraljevica                     |              | 1942              | September 1943            |                             |                      |
| Lama dei Peligni              | Lama dei Peligni               |              | Juni 1940         | September 1943            |                             |                      |
| Lanciano                      | Lanciano                       |              | Juni 1940         | Oktober 1943              | nur Frauen                  |                      |
| Lipari                        | Lipari                         |              | 1941              | Juli 1943                 |                             |                      |
| Malo                          | Venedig                        |              |                   |                           |                             |                      |
| Manfredonia                   | Manfredonia                    |              | Juni 1940         | September 1943            |                             |                      |
| Mamula                        | Mamula                         | Montenegro   | 30. März 1942     | September 1943            | 500–640                     |                      |
| Molat (Melada)                | Molat                          | Kroatien     | Juni 1942         | September 1943            | 20.000                      | 1000                 |
| Monigo                        | Treviso                        |              | Juni 1942         | September 1943            |                             | 232                  |
| Montechiarugolo               | Montechiarugolo bei Parma      |              | Juni 1940         | September 1943            |                             |                      |
| Monteforte Irpino             | Monteforte Irpino bei Avellino |              | Juni 1940         | Spätsommer 1943           |                             |                      |
| Nereto                        | Nereto                         |              | Juni 1940         | 1943 (-1944)              |                             |                      |
| Notaresco                     | Notaresco                      |              | Juni 1940         | 1943 (-Januar 1944)       |                             |                      |
| Petriolo                      | Petriolo                       |              | Juni 1940         | 8. September 1943         | nur Frauen                  |                      |
| Pisticci                      | Pisticci                       |              | 1939              | 13. September 1943        |                             |                      |
| Pollenza                      | Pollenza bei Macerata          |              | Juni 1940         | 1943 (- 31. März 1944)    | nur Frauen                  |                      |
| Ponza                         |                                |              | 1942              | August 1943               |                             |                      |
| Potenza                       |                                |              |                   |                           |                             |                      |
| Prevlaka                      | Prevlaka                       | Kroatien     | 30. März 1942     | 30. Juni 1943             | 500–600                     |                      |
| Rab (Kampor oder Arbe)        | Rab                            | Kroatien     | Juli 1942         | 11. September 1943        | 10.000; 15.000              | 2000 >3500; 4000     |
| Renicci di Anghiari           | Arezzo                         |              | Oktober 1942      | September 1943            |                             |                      |
| Risiera di San Sabba          | Trieste                        |              | Oktober 1943      | April 1945                | > 11.500                    | 4000–5000            |
| Salsomaggiore Terme           | Salsomaggiore Terme            |              | Juni 1940         | 1943 ?                    |                             |                      |
| San Giovanni                  | Rhodos                         | Griechenland | 1940              | 1942                      | ~ 500                       |                      |
| Sassoferrato (Marken)         | Sassoferrato                   |              | 1942              | 1943 (- 1944)             |                             |                      |
| Sepino                        | Campobasso                     |              |                   |                           |                             |                      |
| Solofra                       | Solofra                        |              | Juni 1940         | Januar 1944               | nur Frauen                  |                      |
| Tollo                         | Tollo                          |              | Juni 1940         | Mai 1943                  |                             |                      |
| Tortoreto                     | Tortoreto                      |              | Juni 1940         | Mai 1943                  |                             |                      |
| Tossicia                      | Tossicia                       |              | Juni 1940         | Ende September 1943       |                             |                      |
| Treia (Marken)                | Treia                          |              | Juni 1940         | Dezember 1942             | nur Frauen                  |                      |
| Treviso                       |                                |              |                   |                           |                             |                      |
| Urbisaglia                    | Urbisaglia                     |              | Juni 1940         | 1943 (- März 1944)        |                             |                      |
| Ustica                        | Ustica                         |              | Juni 1940         |                           |                             |                      |
| Ventotene                     | Ventotene                      |              | 1940              | August 1943               |                             |                      |
| Vestone                       |                                |              |                   |                           |                             |                      |
| Vinchiaturo                   | Vinchiaturo bei Campobasso     |              | Juni 1940         |                           |                             |                      |
| Visco                         | Palmanova                      |              | Winter 1942       | September 1943            |                             | 23                   |
| Vo’ Vecchio                   | Vo (Venetien)                  |              | 3. Dezember 1943  | 17. Juli 1944             | 60–70                       | 44                   |
| Zlarin                        | Zlarin                         | Kroatien     | März 1943         | Juni 1943                 | 2500                        | 26                   |
| Fossoli di Carpi              | Fossoli di Carpi bei Modena    |              | Mai 1942          | März 1944                 |                             |                      |

## Gemeinnützige Organisationen
Da Italien die Genfer Konvention erfüllen und auch gute Beziehungen zum Vatikan aufrechterhalten wollte, gestattete es zahlreiche Besuche des Internationalen Roten Kreuzes und von kirchlichen Delegationen in den Konzentrationslagern. Unter starker Überwachung durfte auch die Vereinigung der italienischen jüdischen Gemeinden und die DELASEM über Korrespondenten bis zum Einmarsch der Deutschen im September 1943 Kontakt zu den internierten Juden halten und sie materiell und bei ihren Auswanderungsbemühungen unterstützen.
Das Internationale Rote Kreuz bemühte sich trotz vieler Hemmnisse die Internierten zu unterstützen. Auch kirchliche Vertretungen organisierten materielle Unterstützung, verfassten Berichte und setzten sich für die freie Religionsausübung der Juden ein. Eine offizielle Verurteilung der Vorgänge in den Konzentrationslagern erfolgte aber durch keine der beiden Organisationen.

## Aufarbeitung

### Forschung
Das Wort „Konzentrationslager“ ruft in Italien Assoziationen an die deutsche Besetzung hervor, weil ab der Kapitulation Italiens am 8. September 1943 Italiener, italienische Juden und Italienische Militärinternierte Opfer der nationalsozialistischen Brutalität wurden. Dass auch Italiener ein System von Konzentrationslagern schufen, wurde vom Mythos des guten Italieners (Brava-Gente-Mythos) verdeckt und erst um die Jahrtausendwende wurden systematische Werke zum Thema von Forschern wie Klaus Voigt, Costantino Di Sante, Carlo Spartaco Capogreco und Davide Rodogno veröffentlicht.
Der Vergleich und die Abgrenzung zu den deutschen Konzentrationslagern in Deutschland und Polen drängt sich dabei jeweils auf. Voigt spricht deshalb aus der Perspektive der nach Italien emigrierten und großteils im größten Lager des Innenministeriums Ferramonti di Tarsia internierten Juden von einem „Lagerghetto“, während in italienischen Dokumenten, Archivalien und der Sekundärliteratur auch für die Lager des Innenministeriums von Campo di Concentramento (übersetzt Konzentrationslager) gesprochen wird. Die Autoren heben aber jeweils die Unterschiede in Organisation, Zielsetzung und Opferzahlen hervor. Guerrazzi und Di Sante heben dabei hervor, dass das Alltagsleben für Angehörige von Feindstaaten, und zunächst auch Juden und Antifaschisten vergleichsweise ruhig war, dass der italienische Faschismus aber in den Kolonien, in Slowenien und später gegen die Juden mit Gefängnishaft, Gewalt und Verfolgung Tausenden den Tod brachte.

### Strafverfolgung
Die italienischen Kriegsverbrechen und Verbrechen gegen die Menschlichkeit wurden zwar von der internationalen Kommission zur Untersuchung von Kriegsverbrechen der Achsenmächte (UNWCC) wie die deutschen und japanischen Verbrechen untersucht aber gegen die italienischen Täter wurde kein internationales Tribunal eingerichtet und die Haupttäter wurden von Italien nicht an andere Staaten ausgeliefert.
Das von den Westalliierten erstellte und 1947 konsolidierte Verzeichnis CROWCASS mutmaßlicher Kriegsverbrecher umfasst ca. 1200 Namen italienischer Staatsangehöriger, deren Auslieferung von Jugoslawien, Großbritannien, Frankreich, Griechenland und den Vereinigten Staaten verlangt wurde. Kein Italiener wurde je wegen Kriegsverbrechen zur Rechenschaft gezogen.
Ein Faksimile der konsolidierten CROWCASS-Liste von 1947 wurde im Jahre 2005 vom Verlag „Naval & University Press“ herausgegeben.